# The Cranberries
The Cranberries (укр. Журавлина) — ірландський музичний рок-гурт, заснований 1990 року. Цей ірландський гурт, що за успішністю поступається лише гурту U2, протягом десятиліть підкоряв усі континенти. Пісню «Zombie» визнали найкращою піснею року, вона отримала відзнаку MTV Awards у 1996 р. Вокалістка Долорес О'Ріордан написала слова та музику майже до всіх пісень. Особливістю гурту було те, що вокалістка співала йодлем. Багато пісень написано на суспільно-політичні теми, зокрема, війни в Північній Ірландії, Боснії, Росії, проблеми навколишнього середовища й Чорнобиля («Time Is Ticking Out» («Час спливає»), 2001), але є й чимало романтичних балад. Загалом уся їхня творчість була дуже різноманітною та поєднувала в собі різні музичні жанри. 2003 р. учасники оголосили про перерву в спільній роботі та розпочали працювати над окремими проєктами. Проте 2009 року Долорес О'Ріордан оголосила про возз'єднання гурту та світовий тур, що розпочався у листопаді 2009 р. у Північній Америці, а 2010 року й у Європі, на якому були виконані старі пісні гурту та пісні із сольних альбомів Долорес.
27 лютого 2012 р. вийшов новий альбом гурту за понад 10-річну перерву під назвою «Roses». У лютому 2016 року оголосили про повернення гурту після 3-річної перерви на сцену. Улітку 2016 р. The Cranberries здійснила короткий тур у Європі. У березні 2017 року вийшов сингл з новою піснею «Why», а 28 квітня відбулася прем'єра альбому «Something Else».
Після трагічної смерті солістки гурту Долорес О'Ріордан 18 січня 2018 гурт провів свій останній тур, присвячений її пам'яті. Після цього гурт заявив про розпуск колективу.

## Історія

### Початок
1989 року брати Майк і Ноел Хоган знайомляться з Фергалом Лоулер. Об'єднані бажанням грати музику, вони створюють групу «The Cranberry Saw Us», узявши вокалістом свого друга Ніалла Куїнна. Але в березні 1990 року Ніалл виходить зі складу групи, зосередившись на власному проєкті The Hitchers. На зміну йому приходить Долорес О'Ріордан. 1991 року колектив змінює назву на «The Cranberries», і з цього бере початок його історія.

### Рання творчість
У травні 1990 року в ірландському місті Лімерік троє підлітків — брати Ноел і Майк Хоган разом з Фергалом Лоулер шукали вокаліста в свою групу The Cranberry Saw Us, яку незабаром покинув вокаліст Ніалл Куїнн. Перед відходом він порекомендував замість себе шкільну подругу своєї колишньої дівчини Кетрін, Долорес О'Ріордан, яка щойно закінчила школу й мріяла співати в рок-групі. «Привіт, хлопці! Ану, покажіть, що ви вмієте» — такими словами представилася вона своїм майбутнім колегам-товаришам. Того вечора хлопці зіграли кілька інструментальних версій своїх пісень (серед яких були Dreams та Linger), Долорес заспівала пісню Шинейд О'Коннор з альбому «The Lion And the Cobra» під акомпанемент свого старенького синтезатора й відразу справила враження своїм прекрасним голосом та зовнішнім виглядом (вона прийшла на зустріч у яскраво-рожевому костюмі, чим шокувала хлопців). Ноел дав їй касету з демо-версіями пісень групи, щоб Долорес написала тексти пісень для них, після чого вона пішла додому, повернувшись наступного дня із піснею, написаною за одну ніч. Пісня, присвячена першому хлопцеві дівчини — солдату, з яким вона всього два рази поцілувалася і який пішов служити в армію до Лівану, називалася «Linger».

### Возз'єднання, альбом «Roses» (2009—2015)
The Cranberries возз'єдналися в січні 2009 року під час святкування того, що О'Ріордан стала Почесним покровителем Університетського філософського товариства (Тринітський коледж, Дублін). 25 серпня 2009 року О'Ріордан оголосила, що гурт возз'єднається для північноамериканського та європейського туру, де гурт гратиме багато класичних хітів, а також деякі нові композиції.
The Cranberries записали «Roses» на Metalworks Studios в Міссісога, Канада, 18 квітня — 15 травня 2011 року зі Стівеном Стрітом, який раніше співпрацював з гуртом під час записів першого, другого й п'ятого альбомів. The Cranberries працювали над 15 треками під час сесії «Roses», хоча не всі вони ввійшли до альбому. Цей альбом випущений 27 лютого 2012 року.
У квітні 2014 року О'Ріордан почала записувати новий матеріал з D.A.R.K.

### Альбом «Something Else», смерть О'Ріордан (2016—2018)
Реліз альбому «Something Else» відбувся 28 квітня 2017 р. Він містить оркестрові обробки більш ранніх композицій і три нові пісні. З випуском нового альбому група оголосила про тур, який мав охопити Європу, особливо Велику Британію, й Північну Америку. Шоу планувалося на невеликих майданчиках, з живим оркестровим акомпанементом. Проте в травні 2017 року турне довелося скасувати через «медичні проблеми О'Ріордан, пов'язані зі спиною». Долорес О'Ріордан померла у віці 46 років 15 січня 2018 року в Лондоні.
26 квітня 2019 року випустили останній альбом «In the End», у якому використали демо-записи вокалу Долорес О'Ріордан. За місяць до цього Ноел Хоган підтвердив, що гурт «The Cranberries» завершить свою кар'єру після виходу альбому.

## Учасники гурту
- Долорес О'Ріордан (Dolores O'Riordan, народилася 6 вересня, 1971, м. Лімерик — померла 15 січня 2018 у м. Лондон) — вокал, клавішні, гітара, фортепіано. Авторка текстів усіх пісень та музики — майже всіх.
- Ноел Ентоні Гоґан (Noel Anthony Hogan, народився 25 грудня 1971, Мойрос, Лімерик, Ірландія) — гітара. Разом з Долорес писав музику до пісень. Брат Майкла.
- Майкл Гоґан (Michael Gerard «Mike» Hogan, народився 29 квітня 1973, Мойрос, Лімерик, Ірландія) — бас-гітара.
- Фергал Патрік Лоулер (Fergal Patrick Lawler, народився у Parteen, біля м. Лімерик, Ірландія, 4 березня 1971) — ударні, перкусії.

## Дискографія

### Альбоми

#### Студійні
- Everybody Else Is Doing It, So Why Can't We? (Квітень 1993) UK #1, US #18 (світові продажі 7,600,000)
- No Need to Argue (Вересень 1994) UK #2, US #6 (світові продажі 16,700,000)
- To the Faithful Departed (April 1996) UK #2, US #4 (світові продажі 6,200,000)
- Bury the Hatchet (Квітень 1999) UK #7, US #13 (світові продажі 3,300,000)
- Wake Up and Smell the Coffee (Жовтень 2001) UK #61, US #46 (світові продажі 1,300,000)
- Roses світовий реліз 27 лютого 2012
- Something Else (28 квітня 2017)
- In the End (26 квітня 2019)

Різні збірники / спеціальні видання приблизно 1,800,000.

#### Збірники
- «Bury the Hatchet — The Complete Sessions» (2000) — 26 track release
- «Stars — The Best of 1992 — 2002» (September 2002) — UK #20
- «Treasure Box — The Complete Sessions 1992-1999» 4 альбоми (повні сесії)

#### Live
- «Doors And Windows» (1995) (мультимедійний диск)
- «In Concert at the BBC» (1994) — спеціальне видання UK
- «In Concert: New Rock #94-44, disc 2 of 2» (1994)

### Сингли
| Рік  | Назва                 | Позиція в чартах | Позиція в чартах | Позиція в чартах | Позиція в чартах | Позиція в чартах | Позиція в чартах | Позиція в чартах | Альбом                                       |
| Рік  | Назва                 | Hot 100          | Top 40 Main.     | Mains. Rock      | Modern Rock      | Adult Top 40     | UK               | France           | Альбом                                       |
| ---- | --------------------- | ---------------- | ---------------- | ---------------- | ---------------- | ---------------- | ---------------- | ---------------- | -------------------------------------------- |
| 1991 | «Uncertain»           |                  |                  |                  |                  |                  |                  |                  | Uncertain EP                                 |
| 1992 | «Dreams»              | 42               | 33               |                  | 15               |                  | 27               |                  | Everybody Else Is Doing It, So Why Can't We? |
| 1993 | «Linger»*             | 8                | 7                |                  | 4                |                  | 14               |                  | Everybody Else Is Doing It, So Why Can't We? |
| 1994 | «Zombie»              |                  | 18               | 32               | 1                |                  | 14               | 1                | No Need to Argue                             |
| 1994 | «Ode to My Family»    |                  | 35               |                  | 11               |                  | 26               | 4                | No Need to Argue                             |
| 1995 | «I Can't Be with You» |                  |                  |                  |                  |                  | 23               | 24               | No Need to Argue                             |
| 1995 | «Ridiculous Thoughts» |                  |                  |                  | 14               |                  | 20               |                  | No Need to Argue                             |
| 1996 | «Salvation»           |                  | 33               | 25               | 1                |                  | 13               | 13               | To the Faithful Departed                     |
| 1996 | «Free to Decide»      |                  | 16               |                  | 8                | 23               | 33               | 43               | To the Faithful Departed                     |
| 1996 | «When You're Gone»    | 22               | 27               |                  |                  | 17               |                  | 26               | To the Faithful Departed                     |
| 1997 | «Hollywood]]»         |                  |                  |                  |                  |                  |                  |                  | To the Faithful Departed                     |
| 1999 | «Promises»            |                  |                  |                  | 12               |                  | 13               | 32               | Bury the Hatchet                             |
| 1999 | «Animal Instinct»     |                  |                  |                  |                  |                  | 54               | 55               | Bury the Hatchet                             |
| 1999 | «Just My Imagination» |                  |                  |                  |                  |                  |                  | 71               | Bury the Hatchet                             |
| 2000 | «You and Me»          |                  |                  |                  |                  |                  |                  |                  | Bury the Hatchet                             |
| 2001 | «Analyse»             |                  |                  |                  |                  | 26               | 89               | 57               | Wake Up and Smell the Coffee                 |
| 2002 | «Time is Ticking Out» |                  |                  |                  |                  |                  |                  |                  | Wake Up and Smell the Coffee                 |
| 2002 | «This is the Day»     |                  |                  |                  |                  |                  |                  |                  | Wake Up and Smell the Coffee                 |
| 2002 | «Stars»               |                  |                  |                  |                  |                  |                  |                  | Stars — The Best of 1992 — 2002              |
| 2011 | «Tomorrow»            |                  |                  |                  |                  |                  |                  |                  | Roses                                        |

- — «Linger» також досягнув #18 місця на Adult Contemporary чарті.

### DVD та відео
- «Beneath The Skin — Live In Paris»
- «Beneath The Skin — Live In Paris — 2»
- «Stars — The Best of 1992—2002» (2002)
- «20th Century Masters Collection: The Cranberries»
- «Live — Live in Astoria» (VHS)
- «Live — Live In Astoria» (DVD)

Найвідомішою піснею гурту є Zombie, яку визнали піснею 1996 року (MTV awards).